# Ophrys urteae
Ophrys urteae är en orkidéart som beskrevs av Hannes F. Paulus. Ophrys urteae ingår i ofryssläktet, och familjen orkidéer. Inga underarter finns listade i Catalogue of Life.